# 윤병구 (1911년)
윤병구(尹炳求, 1911년 9월 14일 예산 -  1985년 6월 20일)는 대한민국의 정치인이다. 제1·4대 국회의원을 지냈다. 호는 취봉, 본은 파평. 예산군 광시면 시목리 출신이다.

## 약력
- 예산군 광시공립보통학교 졸업
- 경성공학원 광산과 수료
- 조선민족청년단 예산군단장
- 제헌 국회의원(충남 예산)
- 제4대 국회의원을 역임하였다.

## 역대 선거 결과
|  | 27.74% |

|  | 18.55% |

|  | 16.02% |

|  | 55.44% |

|  | 0% |

|  | 19.46% |

## 참고자료
- 《대한민국 의정총람》, 국회의원총람발간위원회, 1994년
- 윤병구 - 대한민국헌정회